# Diplazium navarrense
Diplazium navarrense är en majbräkenväxtart som beskrevs av David Bruce Lellinger.
Diplazium navarrense ingår i släktet Diplazium och familjen Athyriaceae. Inga underarter finns listade i Catalogue of Life.